# Бюлент Джейлан
Бюлент Джейлан (на немски: Bülent Ceylan) е германски комик и кабаретист.

## Биография
Бюлент е роден в семейство на германка и турчин, който идва в Германия като гастарбайтер през 1958 г. Основното си образованието получава във Фридрих-Еберт-Грундшуле в манхаймския квартал Валдхоф, а средно образование в Лудвиг-Франк-Гимназиум. След завършването на средното образование е първо на стаж-практика в музикалния канал VIVA, след което записва в Манхаймския университет специалностите философия и политология. През 1998 г. прекратява следването си, за да се отдаде на сценичната кариера.

## Програма
- Döner for one – mit alles (премиера: 8 ноември 2002 в Capitol Mannheim)
- Halb getürkt (премиера: 8 октомври 2005, Rosengarten Mannheim)
- Kebabbel net (премиера: 19 септември 2007, Capitol Mannheim)
- Ganz schön turbülent! (премиера: 8 октомври 2009, Capitol Mannheim)
- Wilde Kreatürken (начало: 5 октомври 2011, Capitol Mannheim)

### DVD
- Halb getürkt, Köln: WortArt, 2006
- Bülent Ceylan – live, Mannheim, (18 септември 2009)
- Bülent Ceylan – Ganz schön turbülent (22 октомври 2010)

### Audio-CD
- "Produzier’ mich net!", 2000
- Döner for one, Berlin: Blue Cat Print und Music, 2003
- Halb getürkt, Köln: WortArt, 2006
- Kebabbel net, 2008
- Ganz schön Turbülent, 2010

## Награди
- 2001 Bielefelder Kabarettpreis
- 2002 Kleinkunstpreis des Landes Baden-Württemberg
- 2009 Deutscher Comedypreis: Bester Newcomer
- 2010 Civis Medienpreis[1]
- 2011 Goldene Schallplatte за DVD-то Bülent Ceylan – Live!
- 2011 Goldene Schallplatte за DVD-то Ganz schön Turbülent
- 2011 Deutscher Comedypreis: Bester Komiker

## Други
- Бюлент Джейлан в семеен и има една дъщеря
- Джейлан предпочита Хевиметъл музиката
- в родния си град Манхайм, Джейлан се застъпва за болните от СПИН, за детската болница Sterntaler и за няколко инициативи за антирасизъм като Alle Kids sind VIPs[2] и Respekt! Kein Platz für Rassismus.[3]